# Route nationale 27 (Maroc)
Pour les articles homonymes, voir N27 et Route nationale 27.
La route nationale 27 relie Moulay Bousselham à Meknès. Elle fait 152 km de long. Elle passe principalement par Mechra Bel Ksiri , Souk El Arbaa du Gharb et Sidi Kacem.

## Description
Avant la nouvelle numérotation introduite par le gouvernement en 2018, aucune route nationale n'existait sous la numérotation de N27
Depuis la nouvelle numérotation la N27 fait partie des nouvelles routes nationales introduites par le gouvernement. Ces nouvelles routes reprennent le tracé d'anciennes routes nationales ou de routes régionales.
Dans le cas de la N27 son tracé reprend l'ex 406 qui reliait la ville de Moulay Bousselham à Souk El Arbaa du Gharb et l'ex 413 qui reliait la ville de Souk El Arbaa du Gharb à Meknès en passant par Mechra Bel Ksiri et Sidi Kacem.

## Tracé
- Moulay Bousselham
- Échangeur entre N27 et A5
- Souk El Arbaa du Gharb
- Intersection avec la N1 : Ouazzane / Chefchaouen / Tanger
- Mechra Bel Ksiri
- Intersection et début de la 411 : Sidi Yahya El Gharb / Tiflet / Maâziz / Ej Jemâa El Houdrane
- Intersection et début de la 409 : Sidi Slimane / Khémisset
- Sidi Kacem
- Intersection avec la N4 : Sidi Slimane / Sidi Yahya El Gharb / Kénitra / Fès
- Intersection avec la N13 : Chefchaouen / Midelt / ErrachidiaMeknès

Fin de la N27